# Adolfo Apolloni

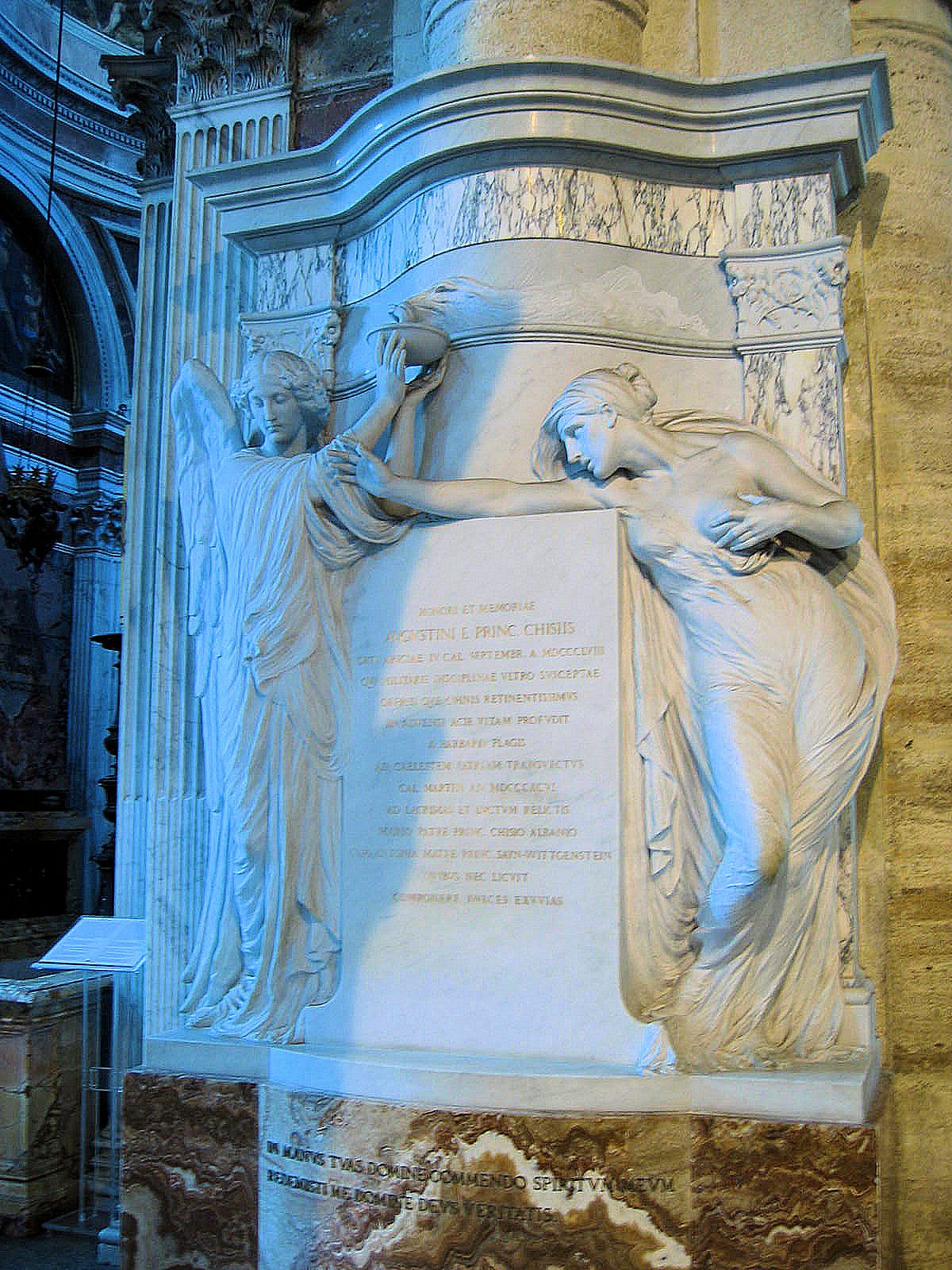
Adolfo Apolloni – Gravmonument över Agostino Chigi (1915). Santa Maria del Popolo, Rom

Adolfo Apolloni, född 1 mars 1855 i Rom, Italien, död 19 oktober 1923 i Rom, var en italiensk skulptör.
Adolfo Apolloni var en av de skulptörer som anlitades vid uppförandet av Italiens nationalmonument, Viktor Emanuel-monumentet, i Rom. Han utförde bland annat segerkolonner där. På gården till Palazzo Carpegna, som hyser Accademia di San Luca, kan man beskåda flera av hans skulpturer.
I kyrkan Santa Maria del Popolo i Rom utförde Apolloni 1915 gravmonumentet över fursten Agostino Chigi (1858–1896), en sentida ättling till renässansbankiren Agostino Chigi.

## Utmärkelser
- Riddare av Sankt Mauritius och Sankt Lazarusorden,  19 januari 1899[1]
- Officer av Sankt Mauritius och Sankt Lazarusorden,  17 juni 1909[1]
- Kommendör av Sankt Mauritius och Sankt Lazarusorden,  11 februari 1912[1]
- Kommendörstecknet av I klass av Finlands Vita Ros’ orden,  1920[2]
- Storofficer av Italienska kronorden[1]
- Kommendör av Italienska kronorden[1]

[Redigera Wikidata]